# Велика Даљегошта
Велика Даљегошта је насељено мјесто у општини Сребреница, Република Српска, БиХ. Према попису становништва из 1991. у насељу је живјело 323 становника.

## Становништво
| Демографија | Демографија | Демографија |
| Година      | Становника  | Становника  |
| ----------- | ----------- | ----------- |
| 1948.       | 258         |             |
| 1953.       | 265         |             |
| 1961.       | 288         |             |
| 1971.       | 340         |             |
| 1981.       | 356         |             |
| 1991.       | 323         |             |
| 2013.       | 78          |             |